# Maturidade (canção)
"Maturidade" é um single do cantor e compositor brasileiro Ávine Vinny, com participação da dupla Matheus & Kauan. O mesmo foi gravado em Porto de Galinhas, Pernambuco, em 13 de outubro de 2018. A canção foi lançada na plataforma de vídeos YouTube em 14 de novembro de 2018, além de ser incluída no álbum Avine Naturalmente, lançado em 2019.

## Composição e gravação
Liricamente, a canção se refere a um relacionamento conturbado, de idas e voltas. O personagem não consegue encerrar por definitivo seu relacionamento, apesar de desejar isso. A mesma foi composta por Breno Casagrande, Daniel Caon, Shylton Fernandes e Vinicius Poeta. Em 12 de outubro, Vinny divulgou em suas redes sociais que a canção contaria com a participação da dupla goiana Matheus & Kauan. A gravação ocorreu em 13 de outubro de 2018, em Porto de Galinhas, Pernambuco. O cantor afirmou que:
| “ | É uma música em que acredito ter grande potencial para despontar nas paradas nacionais. A letra fixa facilmente na mente. | ” |

## Lançamento e promoção

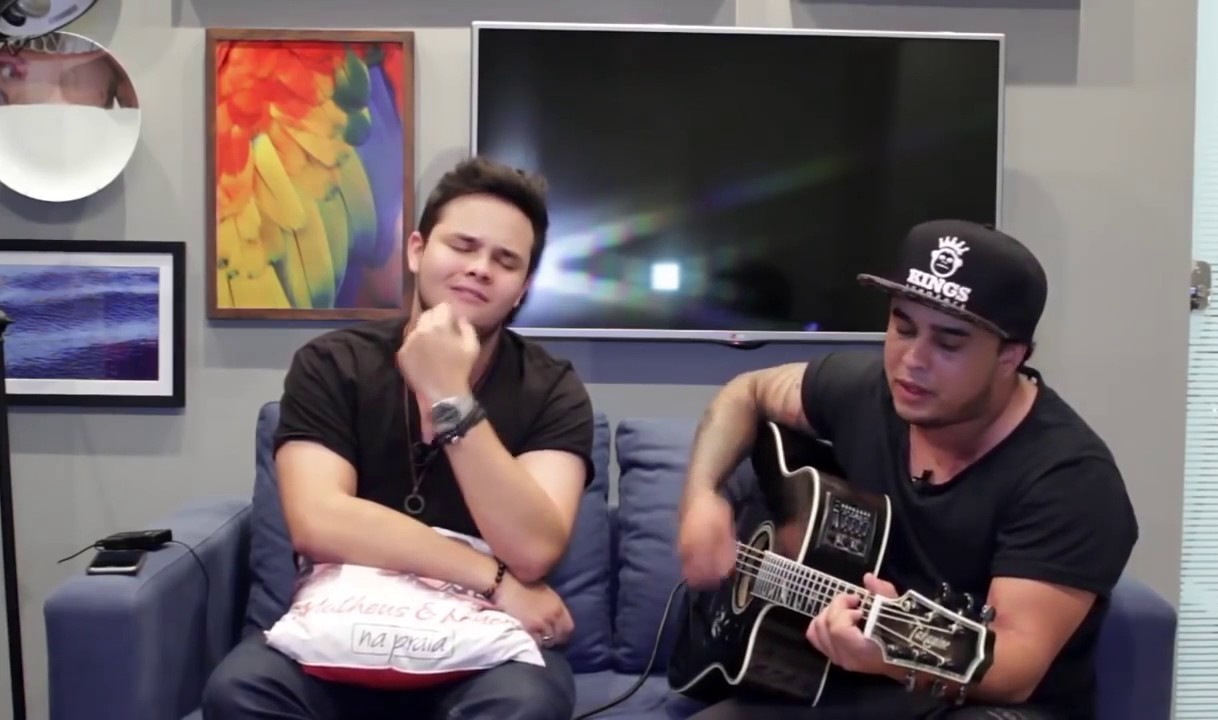
Matheus e Kauan aparecem no videoclipe, junto a Vinny.

Vinny divulgou a lista de faixas do álbum Avine Naturalmente em seu Facebook no dia 8 de outubro de 2018. No dia seguinte, ele publicou no YouTube um vídeo com cinquenta segundos de duração cantando o single, com o objetivo de promovê-lo. O mesmo foi lançado nas plataformas digitais um dia após sua gravação, em 14 de novembro. O videoclipe foi dirigido por Ivan Moura e Erick Cohen, e o áudio produzido por Cleber, Carlos Aristides e DJ Ivis. Sobre a gravação, Vinny disse que “jamais imaginei viver o que vivi”, “muito menos que esse trabalho me traria tantas pessoas incríveis”.

## Desempenho
A canção atingiu um milhão de reproduções no serviço de streaming Spotify em 30 de novembro de 2018. Quarenta dias após o lançamento, atingiu 4 milhões de reproduções, em torno de 1,4 milhão de ouvintes mensais. Em dezembro do mesmo ano, o single atingiu a 66ª posição da lista Top 100, além de ocupar a trigésima posição da lista de hits virais, ultrapassando as cantoras Madonna e Selena Gomez. Em 12 de janeiro de 2019, o mesmo regrediu para a 89ª colocação da lista Top 100, superando ainda "Terra Sem CEP" e "Passa Mal", respectivamente, da dupla Jorge & Mateus e da cantora Marília Mendonça.
O videoclipe atingiu 7 milhões de visualizações após vinte dias de seu lançamento. O número de visualizações teve um ritmo contínuo, chegando a em torno de 350 mil por dia e assim atingindo 14 milhões em 26 de dezembro de 2018. Dois meses após o lançamento, o mesmo superou a marca de 17,7 milhões de visualizações. Em 2 de fevereiro de 2019, atingiu 22,5 milhões e tornou-se o videoclipe mais visto de Ávine Vinny, superando "Então Vai", gravado em Jijoca de Jericoacoara.

## Faixas e formatos
"Maturidade" foi lançada em 2018 como single em serviços de streaming e descarga digital, contendo somente a faixa, com duração total de três minutos e dez segundos.
| Streaming e descarga digital |              |            |         |  |
| N.º                          | Título       | Gravadora  | Duração |  |
| 1.                           | "Maturidade" | Sony Music | 3:13    |  |